# Идиосинкразија
Идиосинкразија је карактеристика необичне особе, која има јединствене, чудне или особене навике (с тим да постоје и друга значења, наведена испод). Термин се често користи као други израз за ексцентричност или чудност. Синоним за енгл. idiosyncrasy може да буде quirk.

## Етимологија
Термин идиосинкразија потиче од грчке речи  idiosynkrasía, „чудан темперамент, навика тела” (састављено од  idios, „сопствено”;  syn, „са”;  krasis, „мешавина”).

## Лингвистика
Термин се такође може применити на симболе или речи. Идиосинкратични симболи означавају једну ствар која се веже за одређену особу, као што нож некоме може да асоцира на рат а некоме пак да симболизује операцију.

## Медицина

### Болест
Идиосинкразија је дефинисала начин на који су лекари схватали болести у 19. веку. Сваку болест су сматрали јединственим стањем, повезаним с појединим пацијентом. Овакав начин разумевања почео је да се мења 1870-их, када су открића истраживача у Европи омогућила појаву „научне медицине”, претече медицине засноване на доказима која је данас стандардна пракса.

### Фармакологија
Термин идиосинкратична нуспојава означава аберантну или бизарну реакцију или хиперсензитивност на супстанцу, без повезаности с фармакологијом лека. Ово је познато као реакција типа Б. Овакве реакције имају следеће карактеристике: Обично су непредвидљиве, могуће је да их се не детектује на токсиколошком скринингу, нису нужно повезане с дозом, инциденца и морбидитет су ниски док је морталитет висок. Реакције типа Б су углавном имунолошке (нпр. алергија на пеницилин).

### Психијатрија и психологија
У психијатрији, термин означава специфично и јединствено ментално стање пацијента, уз које се углавном вежу неологизми. У психоанализи и бихевиоризму, користи се за опис личног начина на који индивидуа реагује, схвата и доживљава обичну ситуацију: одређено јело од меса може да изазове носталгична сећања код једне особе, а гађење код друге. Ове реакције су идиосинкратичне или идиосинкразијске.

## Економија
У портфолијској теорији, ризици мењања цене услед јединствених околности одређене обвезнице, наспрам укупног тржишта, зову се „идиосинкратични ризици”. Овај специфични ризик, такође познат као несистематични, може да се нулира из портфолија преко диверсификације. Обједињавање више обвезница значи да се одређени ризици поништавају. У комплетним тржиштима, не постоји компензација за идиосинкратичне ризике — ово значи да идиосинкратични ризик обвезнице није важан за њену цену. На пример, у комплетним тржиштима у којима је присутан принцип CAPM, цена обвезнице се одређује количином системског ризика који с њом долази. Укупан добијени приход, или претрпљени губитак, поседника од изнајмљивања једне или више некретнина предмет је идиосинкратичног ризика услед бројних ствари које се могу десити са некретнином те варијабилног понашања закупца.
Према једном макроекономском моделу који укључује финансијски сектор, ограђивање од идиосинкратичног ризика може да буде самопоражавајуће јер води већем системском ризику, пошто захтева већу снагу. Овиме се систем чини мање стабилним. Према томе, док осигуравање у принципу смањује трошак идиосинкратичних шокова — ипак амплифицира системске ризике у еквилибријуму.
У економетрији, „идиосинкратична грешка” се користи да би се описала грешка из панел података, што се мења и временом и преко јединица (појединци, фирме, градови итд.).